# Stichopogon colei
Stichopogon colei là một loài ruồi trong họ Asilidae. Stichopogon colei được Bromley miêu tả năm 1934. Loài này phân bố ở vùng Tân Bắc giới.